# 国际贸易理论
国际贸易理论（英語：International trade theory）试图解释为什么有国际贸易，以及作为一个国家应当如何对待国际贸易。
基于国家的国际贸易理论有
- 重商主义
- 绝对优势论
- 相对优势（比较优势）论
- HO理论

基于公司的国际贸易理论有
- 国家相似论
- 产品生命周期论
- 全球战略对抗论

集大成者是迈克尔·波特的国家竞争优势论。国家竞争优势论既是基于国家的理论，也是基于公司的理论。

## 相关主题
- 国际投资理论